# رود پاروک
رود پاروک (روسی: Парок) یک رودخانه در سرزمین پرم کشور روسیه است.